# Marvão
Marvão é uma vila raiana portuguesa localizada no distrito de Portalegre, região Alentejo e sub-região do Alto Alentejo, com 398 habitantes, situada no topo da Serra do Sapoio, a uma altitude de 860 metros.
É sede do município de Marvão com 154,9 km² de área e 3 024 habitantes (2023), subdividido em 4 freguesias. O município é limitado a norte e leste pela Espanha, a sul e oeste pelo município de Portalegre e a noroeste por Castelo de Vide.
O título de Mui Nobre e Sempre Leal foi concedido à Vila de Marvão pela rainha D. Maria II.

## História
Desde, pelo menos, o período romano, que os rochedos de Marvão são utilizados como refúgio ou como ponto estratégico militar. No século X foi referida pelo historiador cordovês hispano-muçulmano Issa ibne Amade Razi como Amaia de ibne Maruane e Fortaleza de Amaia, fortaleza essa que em 884 serviu de refúgio ao fundador de Marvão, o rebelde muladi ibne Maruane Aliliqui, "O Galego" (morto em 889), líder de um movimento sufi no Alandalus, que pegou em armas contra os emires de Córdova e criou uma espécie de reino independente sediado em Badajoz até à instauração do Califado de Córdova em 931.
A localidade foi conquistada aos muçulmanos por D. Afonso Henriques durante as campanhas de 1160/1166, tendo sido novamente tomada pelos mouros na contraofensiva de Iacube Almançor (r. 1184–1199), em 1190. Em 1226, D. Sancho II dá foral à população e manda ampliar o castelo. Em 1299, D. Dinis disputa e apodera-se do castelo, que foi incluído no plano das suas reedificações militares e passou a ter uma grande importância estratégica nas guerras com os castelhanos.

## Freguesias

Freguesias do município de Marvão

As freguesias do município de Marvão são as seguintes:
- Beirã
- Santa Maria de Marvão
- Santo António das Areias
- São Salvador da Aramenha

## Património
- Castelo de Marvão
- Convento de Nossa Senhora da Estrela
- Cidade romana de Ammaia - ruínas romanas
- Caleiras de Escusa

## Cultura
- Museu Municipal de Marvão
- Festival Internacional de Música de Marvão

## Geminação
- Castelo do Piauí, Brasil

## Evolução da população do Município
Os recenseamentos Gerais da população portuguesa, regendo-se pelas orientações internacionais da época (Congresso Internacional de Estatística de Bruxelas de 1853), tiveram lugar a partir de 1864.
```
De acordo com os dados do INE o distrito de Portalegre registou em 2021 um decréscimo populacional na ordem dos 11,5% relativamente aos resultados do censo de 2011. No concelho de Marvão esse decréscimo rondou os 14.0%.
```

| Número de habitantes ★                  | Número de habitantes ★ | Número de habitantes ★ | Número de habitantes ★ | Número de habitantes ★ | Número de habitantes ★ | Número de habitantes ★ | Número de habitantes ★ | Número de habitantes ★ | Número de habitantes ★ | Número de habitantes ★ | Número de habitantes ★ | Número de habitantes ★ | Número de habitantes ★ | Número de habitantes ★ | Número de habitantes ★ |
| --------------------------------------- | ---------------------- | ---------------------- | ---------------------- | ---------------------- | ---------------------- | ---------------------- | ---------------------- | ---------------------- | ---------------------- | ---------------------- | ---------------------- | ---------------------- | ---------------------- | ---------------------- | ---------------------- |
| 1864                                    | 1878                   | 1890                   | 1900                   | 1911                   | 1920                   | 1930                   | 1940                   | 1950                   | 1960                   | 1970                   | 1981                   | 1991                   | 2001                   | 2011                   | 2021                   |
| 4 907                                   | 5 397                  | 5 678                  | 5 994                  | 6 478                  | 6 292                  | 7 116                  | 7 630                  | 8 290                  | 7 478                  | 5 430                  | 5 418                  | 4 419                  | 4 029                  | 3 512                  | 3 021                  |
| Número de habitantes por Grupo Etário★★ |                        |                        |                        |                        |                        |                        |                        |                        |                        |                        |                        |                        |                        |                        |                        |
|                                         |                        |                        | 1900                   | 1911                   | 1920                   | 1930                   | 1940                   | 1950                   | 1960                   | 1970                   | 1981                   | 1991                   | 2001                   | 2011                   | 2021                   |
| 0-14 Anos                               | 0-14 Anos              | 0-14 Anos              | 2 127                  | 2 242                  | 2 077                  | 2 238                  | 2 227                  | 2 230                  | 1 748                  | 1 090                  | 924                    | 586                    | 441                    | 333                    | 288                    |
| 15-24 Anos                              | 15-24 Anos             | 15-24 Anos             | 1 091                  | 1 144                  | 1 099                  | 1 368                  | 1 305                  | 1 356                  | 1 144                  | 650                    | 713                    | 537                    | 417                    | 294                    | 226                    |
| 25-64 Anos                              | 25-64 Anos             | 25-64 Anos             | 2 443                  | 2 568                  | 2 595                  | 3 060                  | 3 447                  | 3 885                  | 3 747                  | 2 725                  | 2 663                  | 2 083                  | 1 869                  | 1 725                  | 1 433                  |
| = ou > 65 Anos                          | = ou > 65 Anos         | = ou > 65 Anos         | 267                    | 360                    | 400                    | 472                    | 556                    | 673                    | 839                    | 965                    | 1 118                  | 1 213                  | 1 302                  | 1 160                  | 1 074                  |

★ Número de habitantes "residentes", ou seja, que tinham a residência oficial neste município à data em que os censos  se realizaram.
★★ De 1900 a 1950 os dados referem-se à população "de facto", ou seja, que estava presente no município à data em que os censos se realizaram. Daí que se registem algumas diferenças relativamente à designada população residente

## Política

### Eleições autárquicas[10]
| Data | %     | V     | %       | V       | %            | V            | %       | V       | %              | V      | %              | V  | %              | V   | %              | V   | %              | V       | %   | V   | %  | V  | Participação |                |
| Data | PS    | PS    | CDS-PP  | CDS-PP  | FEPU/APU/CDU | FEPU/APU/CDU | PPD/PSD | PPD/PSD | PPM            | PPM    | AD             | AD | PRD            | PRD | PSN            | PSN | PSD-CDS        | PSD-CDS | GCE | GCE | CH | CH | Participação |                |
| ---- | ----- | ----- | ------- | ------- | ------------ | ------------ | ------- | ------- | -------------- | ------ | -------------- | -- | -------------- | --- | -------------- | --- | -------------- | ------- | --- | --- | -- | -- | ------------ | -------------- |
| Data | 1976  | 59,94 | 4       | 22,66   | 1            | 7.26         | -       | 5,44    | -              |        |                |    |                |     |                |     |                |         |     |     |    |    |              | 69,80 / 100,00 |
| 1979 | 49,07 | 3     | 19,10   | 1       | 9,04         | -            | 19,00   | 1       | 68,09 / 100,00 |        |                |    |                |     |                |     |                |         |     |     |    |    |              |                |
| 1982 | 49,15 | 3     | AD      | AD      | 8,68         | -            | AD      | AD      | AD             | AD     | 37,62          | 2  | 66,70 / 100,00 |     |                |     |                |         |     |     |    |    |              |                |
| 1985 | 24,82 | 1     |         |         | 6,82         | -            | 58,03   | 4       |                |        |                |    | 6,43           | -   | 65,84 / 100,00 |     |                |         |     |     |    |    |              |                |
| 1989 | 22,51 | 1     | 4,97    | -       | 69,02        | 4            |         |         | 62,86 / 100,00 |        |                |    |                |     |                |     |                |         |     |     |    |    |              |                |
| 1993 | 22,90 | 1     | 3,70    | -       | 4,36         | -            | 54,99   | 4       | 9,76           | -      | 66,71 / 100,00 |    |                |     |                |     |                |         |     |     |    |    |              |                |
| 1997 | 49,66 | 3     | 7,16    | -       | 1,00         | -            | 38,20   | 2       |                |        | 71,10 / 100,00 |    |                |     |                |     |                |         |     |     |    |    |              |                |
| 2001 | 47,96 | 3     | PPD/PSD | PPD/PSD | 1,57         | -            | CDS-PP  | CDS-PP  | 46,58          | 2      | 71,04 / 100,00 |    |                |     |                |     |                |         |     |     |    |    |              |                |
| 2005 | 33,63 | 2     | 5,67    | -       | 1,48         | -            | 56,58   | 3       |                |        | 75,50 / 100,00 |    |                |     |                |     |                |         |     |     |    |    |              |                |
| 2009 | 24,83 | 1     | 1,14    | -       | 1,14         | -            | 48,45   | 3       | 17,95          | 1      | 75,33 / 100,00 |    |                |     |                |     |                |         |     |     |    |    |              |                |
| 2009 | 24,83 | 1     | 1,14    | -       | 1,14         | -            | 48,45   | 3       | 3,35           | -      | 75,33 / 100,00 |    |                |     |                |     |                |         |     |     |    |    |              |                |
| 2013 | 30,05 | 1     | 1,07    | -       | 2,69         | -            | 61,58   | 4       |                |        | 72,69 / 100,00 |    |                |     |                |     |                |         |     |     |    |    |              |                |
| 2017 | 31,67 | 2     | 18,53   | 1       | 1,24         | -            | 32,43   | 2       | CDS-PP         | CDS-PP | 12,17          | -  | 77,49 / 100,00 |     |                |     |                |         |     |     |    |    |              |                |
| 2021 | 44,20 | 2     | PPD/PSD | PPD/PSD | 2,53         | -            | CDS-PP  | CDS-PP  |                |        | 48,20          | 3  |                |     | 2,00           | -   | 75,30 / 100,00 |         |     |     |    |    |              |                |

### Eleições legislativas
| Data | %     | %     | %     | %    | %     | %     | %        | %     | %    | %     | %    | %   | %       | % | %  | %  |
| Data | PS    | CDS   | PSD   | PCP  | UDP   | AD    | APU/ CDU | FRS   | PRD  | PSN   | B.E. | PAN | PSD CDS | L | CH | IL |
| ---- | ----- | ----- | ----- | ---- | ----- | ----- | -------- | ----- | ---- | ----- | ---- | --- | ------- | - | -- | -- |
| 1976 | 44,16 | 25,04 | 8,69  | 5,93 | 0,65  |       |          |       |      |       |      |     |         |   |    |    |
| 1979 | 37,62 | AD    | AD    | APU  | 1,68  | 35,98 | 13,70    |       |      |       |      |     |         |   |    |    |
| 1980 | FRS   | AD    | AD    | APU  | 0,69  | 37,21 | 9,04     | 42,08 |      |       |      |     |         |   |    |    |
| 1983 | 51,97 | 10,72 | 19,69 | APU  | 0,56  |       | 10,03    |       |      |       |      |     |         |   |    |    |
| 1985 | 29,23 | 7,30  | 21,40 | APU  | 1,28  | 8,73  | 23,77    |       |      |       |      |     |         |   |    |    |
| 1987 | 26,58 | 4,04  | 45,72 | CDU  | 0,89  | 6,74  | 7,54     |       |      |       |      |     |         |   |    |    |
| 1991 | 32,09 | 3,81  | 51,48 | CDU  |       | 3,24  | 1,32     | 1,89  |      |       |      |     |         |   |    |    |
| 1995 | 50,91 | 9,40  | 29,41 | CDU  | 0,66  | 2,89  |          | 1,21  |      |       |      |     |         |   |    |    |
| 1999 | 54,07 | 8,02  | 28,97 | CDU  |       | 3,65  | 0,08     | 1,31  |      |       |      |     |         |   |    |    |
| 2002 | 46,63 | 7,93  | 38,49 | CDU  | 2,08  |       | 1,24     |       |      |       |      |     |         |   |    |    |
| 2005 | 56,64 | 6,45  | 24,45 | CDU  | 3,20  | 3,89  |          |       |      |       |      |     |         |   |    |    |
| 2009 | 39,93 | 9,04  | 31,55 | CDU  | 4,31  | 7,68  |          |       |      |       |      |     |         |   |    |    |
| 2011 | 33,92 | 8,26  | 41,56 | CDU  | 4,49  | 3,10  | 0,57     |       |      |       |      |     |         |   |    |    |
| 2015 | 41,67 | PSD   | CDS   | CDU  | 3,69  | 8,24  | 0,81     | 36,43 | 0,17 |       |      |     |         |   |    |    |
| 2019 | 47,62 | 2,96  | 27,93 | CDU  | 3,73  | 6,24  | 1,80     |       | 0,45 | 1,42  | 0,51 |     |         |   |    |    |
| 2022 | 50,00 | 1,07  | 28,06 | CDU  | 2,52  | 2,52  | 0,88     | 0,63  | 7,44 | 2,27  |      |     |         |   |    |    |
| 2024 | 35,05 | AD    | AD    | CDU  | 31,77 | 1,82  | 2,79     | 0,85  | 1,88 | 17,07 | 1,88 |     |         |   |    |    |